# تایسی کانکو
تایسی کانکو (انگلیسی: Taisei Kaneko؛ زادهٔ ۱۴ اوت ۱۹۹۸) بازیکن فوتبال اهل ژاپن است.